# Порт Риека
Порт Риека (хорв. Luka Rijeka или хорв. Riječka luka) — морской порт на Адриатическом море в Риеке (Хорватия). Это крупнейший порт Хорватии, его грузооборот составляет 11,2 млн тонн (за 2016 год). Управление портом осуществляет хорватская компания Luka Rijeka.

## История

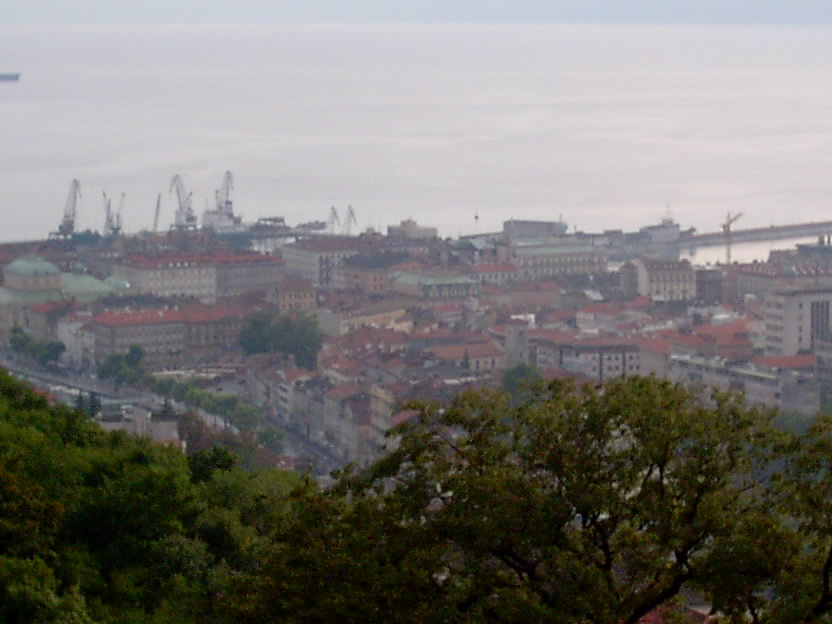
Вид на гавань

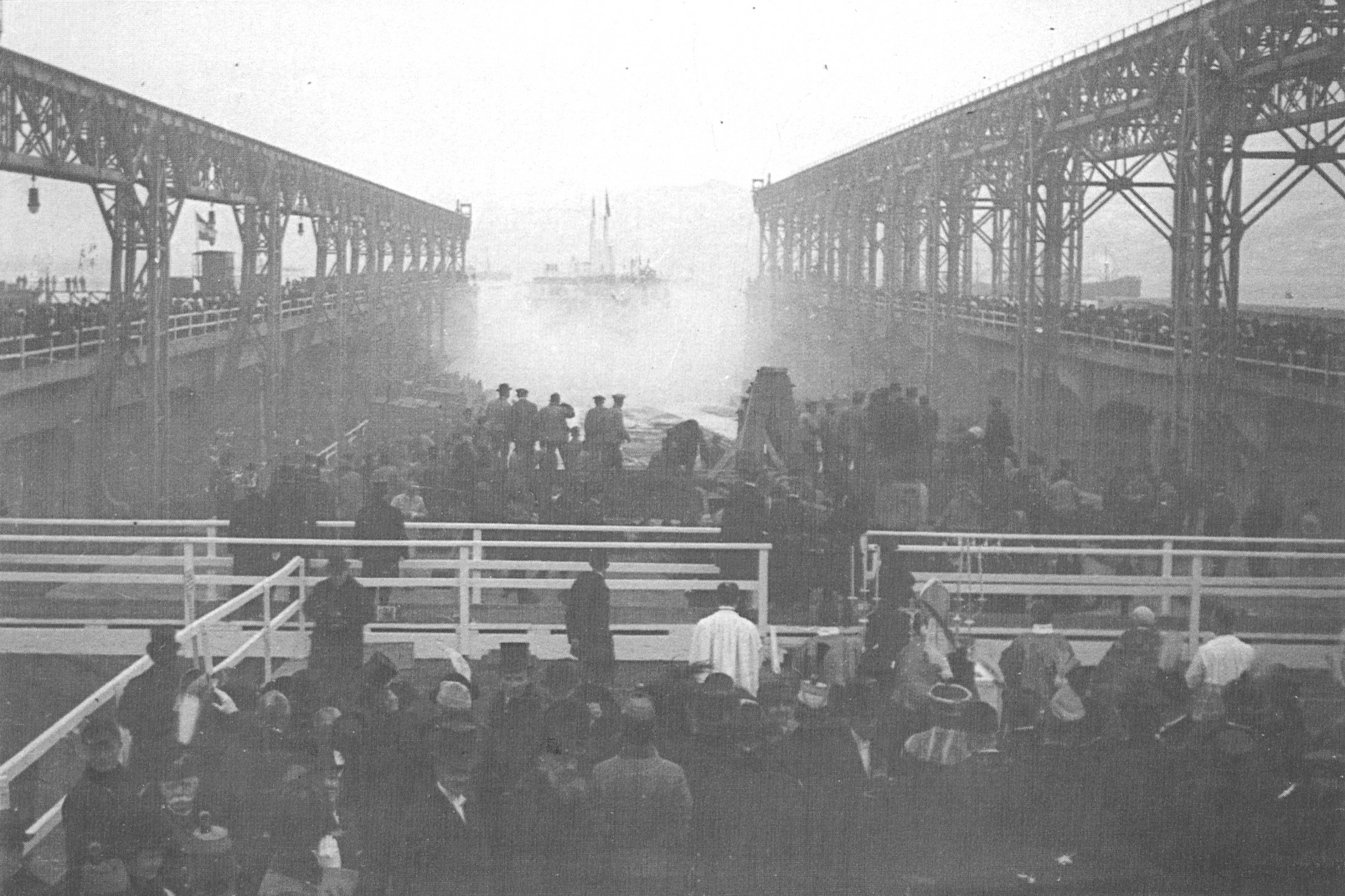
Спуск на воду линкора SMS Szent István (1914)

Первые упоминания о порте относятся к 1281 году, тогда это был один из портов Венецианской республики.
Порта Риека становится важным морским портом, перевалочного пунктом и торгово-экономическим центром, так же как и порт Триест, — с момента основания свободного порта при императоре Австрии Карле VI в 1719 году.
После 1867 года, благодаря Австро-Венгерскому соглашению, Риека приобрёл большую важность как единственный венгерский морской порт. После открытия в 1873 году железнодорожной станции Риека, порт оказался связанным по железной дороге с Веной и Будапештом. К 1913 году порт Риека вошёл в десятку крупнейших и важнейших портов Европы.
Вследствие ряда политических перемен с 1919 по 1989 порт порт Риека утратил былую значимость, однако после окончания войны в Хорватии его торговое значение стало возрастать. Многие компании из южно-германских и австрийских экономических центров используют сравнительно короткий торговый путь через Риеку на Средний и Дальний Восток.
Риека стал свободным портом для Австрии в 2000 году, а для Венгрии в 2001 году. Благодаря этой мере многие компании обеих стран стали открывать в Риеке свои представительства.
Порт имеет несколько терминалов для нефтепродуктов, генеральных грузов, негабаритных грузов и контейнеров, а также пассажирский терминал для паромов.